# Борсфлет
Борсфлет (нем. Borsfleth) — община в Германии, в земле Шлезвиг-Гольштейн. 
Входит в состав района Штайнбург. Подчиняется управлению Херцхорн.  Население составляет 803 человека (на 31 декабря 2010 года). Занимает площадь 15,19 км².

## История
Борсфлет впервые упоминается в документе от 1307 года. Фактическое основание, вероятно, восходит к XIII веку. В 1263 году деревня была перенесена на нынешнее место вместе с монастырём.
Борсфлет был почти полностью разрушен в 1627/28 году во время Тридцатилетней войны и снова получил серьезные повреждения во время второй шведской войны с 1657 по 1660 год, всего несколько лет спустя.